# Среднеазиатский серый варан
Среднеазиатский серый варан (лат. Varanus caspius) — крупный вид ящериц из рода варанов. Ранее считался подвидом серого варана. Крупнейшая ящерица фауны Средней Азии.
В Туркменистане известен под названием «зем-зем».

## Распространение
Среднеазиатский серый варан распространён в Средней Азии, Азербайджане, Пакистане, Турции, Иране и Афганистане. Северная граница ареала достигает побережья Аральского моря и южных чинков Устюрта и в целом совпадает с границей южных пустынь. На западе ареал ограничен побережьем Каспийского моря. На востоке по долине Сырдарьи серый варан проникает в Ферганскую долину (где сейчас крайне редок или исчез), а по долине Амударьи его ареал достигает юго-западного Таджикистана.
Среднеазиатские серые вараны обитают в большом количестве в тех местах, которые изобилуют мелкими млекопитающими. Отмечена плотность в 9—12 особей на км² на краю Карабиля, рядом с Карамет-Нияз (Туркменистан) и в Хух-долины (Узбекистан), 5 особей на км² на юго-востоке Туркменистана и 3—5 особей на км² в глинистых пустынях вокруг Кара-Кала. Но по большей части ареала численность оцениваются в 2—3 ящериц на км², причём в речных долинах она падает до 1—1,5 особи на км².

## Внешний вид

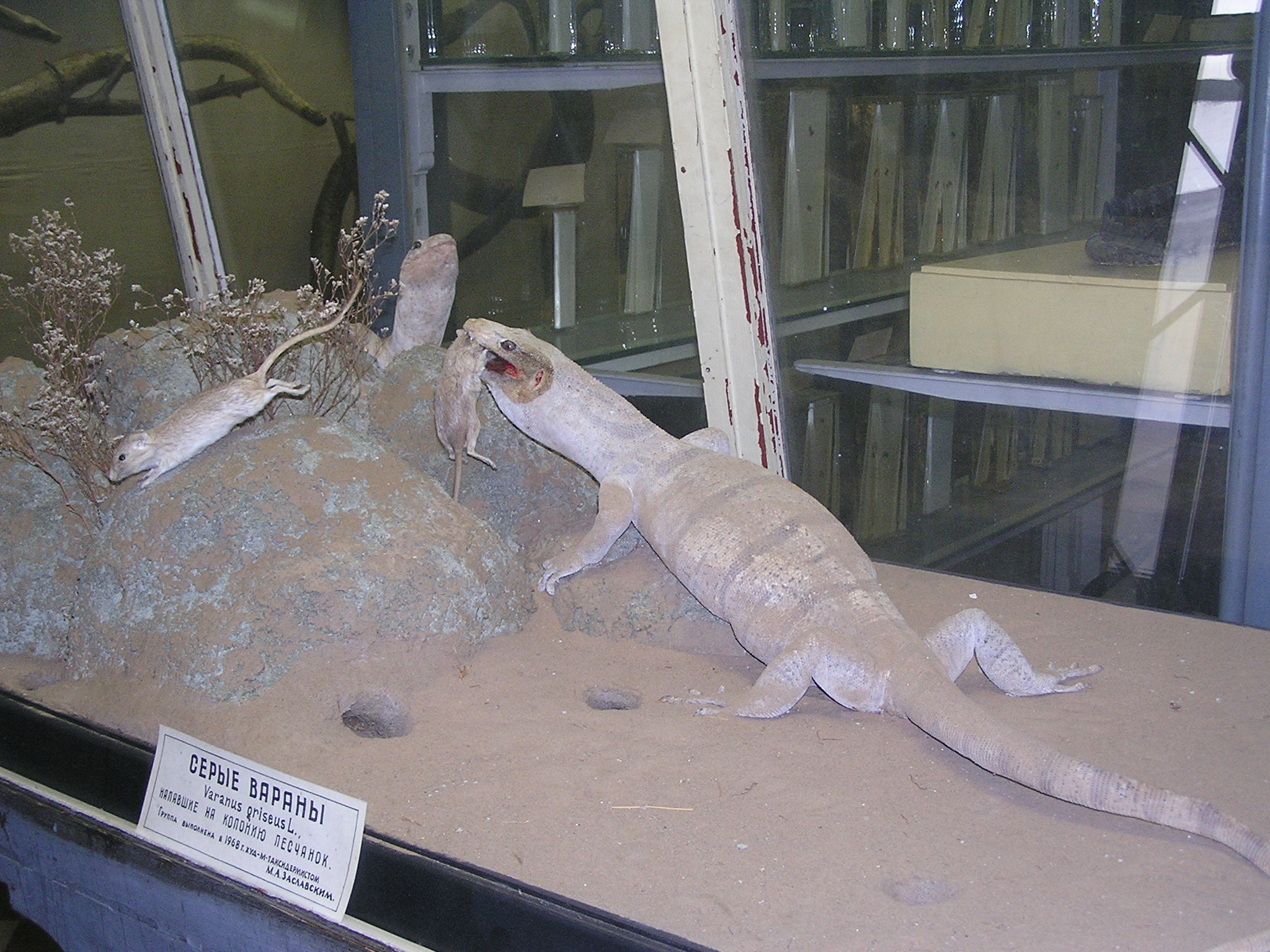
Чучела серых варанов в Зоологическом музее в Санкт-Петербурге

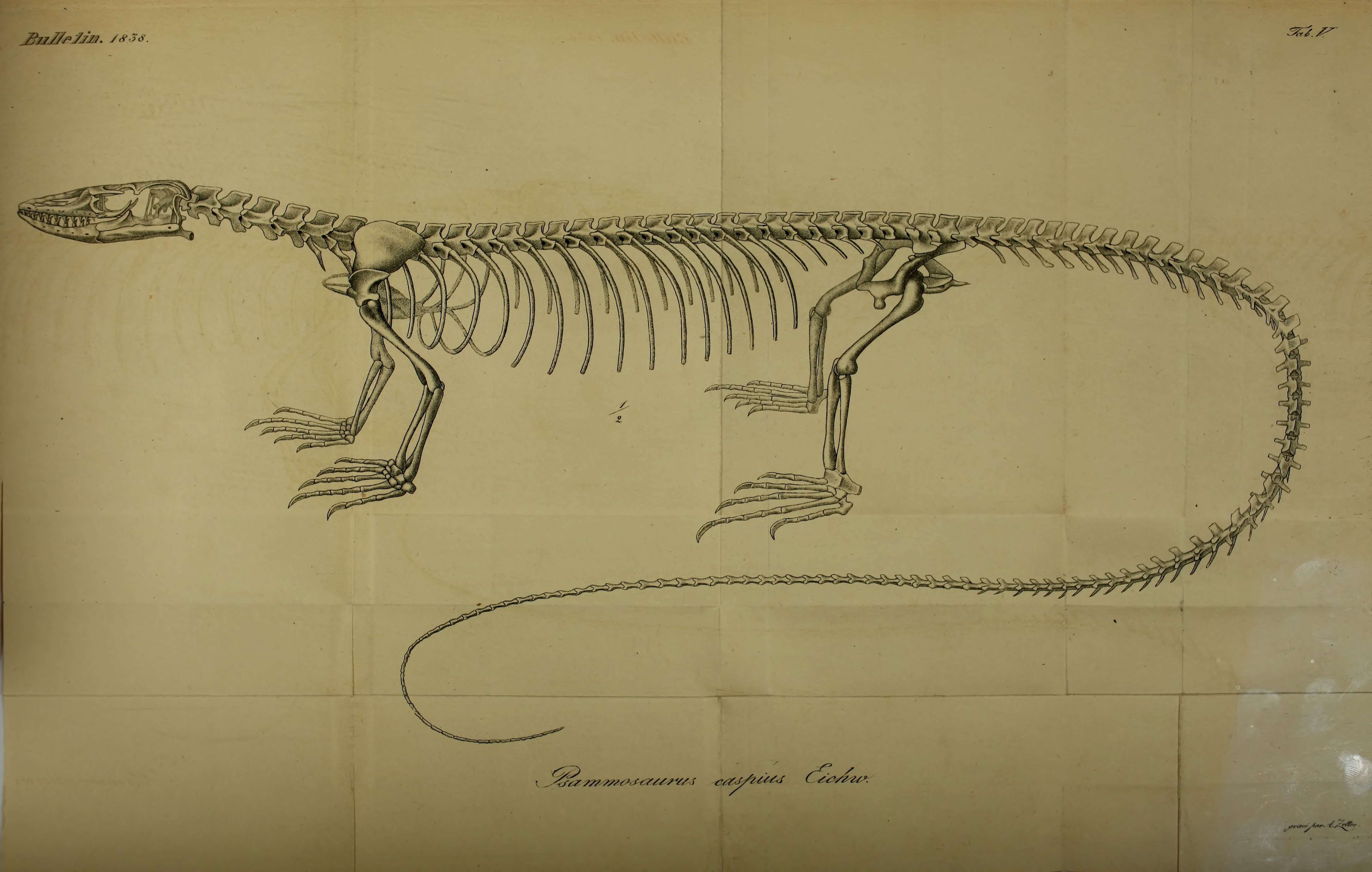
Скелет

Крупные особи могут достигать в длину 1,5 м (из них около 60 см приходится на длину тела и 90 см — на хвост) и массы до 3—3,5 кг. Но большинство взрослых варанов существенно меньше. Самцы обычно длиннее, чем самки (крупнейший самец из Туркменистана, вошедший в выборку 1981 году, имел длину 58,5 см без учёта хвоста, а крупнейшая самка достигала только 46 см длины без учёта хвоста), но не намного тяжелее их (самый тяжелый взвешенный в этой выборке самец имел вес 2,85 кг, в то время как самка — 2,7 кг).
Верхняя сторона тела у взрослых среднеазиатских серых варанов окрашена в красновато-коричневый или сероватый цвет с многочисленными мелкими тёмными пятнами и крапинами. На верхней стороне шеи расположены 2—3 тёмные продольные полосы, которые обычно соединяются сзади, образуя подковообразный рисунок. На спине 5—8 поперечных тёмно-бурых полос, на хвосте — 13—19 поперечных полос, образующих кольца. Молодые вараны окрашены ярче, тёмные полосы у них тёмно-коричневые, почти чёрные, резко выделяющиеся на серовато—жёлтом общем фоне.
Ноздря косая, щелевидная, расположена ближе к глазу, чем к концу морды. Чешуя спинной стороны тела с тупыми рёбрышками, брюшные щитки гладкие. На верхней стороне шеи чешуи конические. Вокруг середины тела расположено примерно 143 ряда чешуй. Длина хвоста составляет 118—127 % длины тела от кончика морды до клоаки. Лапы характерно короткие. Хвост округлый в сечении у основания и несколько сжатый с боков в задней части, что также отличает его от других подвидов серого варана, у которых хвост практически не сжат с боков.

## Образ жизни
Среднеазиатский серый варан обитает в пустынях и полупустынях, преимущественно на закреплённых и полузакреплённых песках, реже — на глинистых почвах. Встречается в долинах рек, предгорьях, оврагах, тугайных зарослях. Они избегают участки с густой растительностью, но иногда посещают редкие лесные массивы. Эти вараны, как правило, очень редки в местах, прилегающих к человеческому жилью, однако, они иногда встречаются на окраинах земель сельскохозяйственного назначения.
В качестве укрытий использует норы грызунов, птиц, черепах и других животных, которые при необходимости расширяет и углубляет, особенно это актуально в глинистых пустынях, где самостоятельно выкапывать норы варану может быть весьма проблематично. В песчаной же пустыне среднеазиатские серые вараны могут выкапывать и собственные норы глубиной от 3—4, до 5 м и глубиной до 50—120 см. Нора обычно заканчивается расширенной камерой длиной до 0,5 м и шириной 10—12 см. В заброшенных поселениях они часто заселяют трещины в глинобитных домах. На зиму серые вараны впадают в спячку, укрывшись в норах, вход в которые закрывают земляной пробкой. Зимовочные убежища не всегда располагаются на участке летнего обитания и обычно располагаются в кустах, а не на открытой местности. После зимовки появляются в марте—апреле.
Варан активен днем, хотя сильной жары старается избегать. Нормальная температура тела активного варана — 31.7-40.6 градусов. Ежедневно в поисках пищи среднеазиатский серый варан преодолевает большие расстояния и может удаляться от убежища более чем на полкилометра, проходя в день свыше 10 км. Серый варан способен взбираться на невысокие деревья, иногда заходит в воду. Эти ящерицы территориальны, хотя их обширные индивидуальные участки (свыше 1 км²) порой могут перекрываться. Некоторые авторы заявляют, что серые вараны метят запахом свою территорию весной и в начале лета, хотя другие не разделяют эту точку зрения и не находят доказательства подобного поведения достаточно убедительными.
У взрослых варанов практически нет естественных врагов. Но молодые ящерицы могут становятся жертвами таких хищников, как корсак, шакал, змееяд, курганник, черный коршун. Временами подвергаются нападению и со стороны своих более крупных сородичей. Если варан замечает опасность со значительно расстояния, то он старается убежать, при этом на коротких дистанциях способен развивать скорость до 20 км/ч. Если убежать от врага не удается или варан оказывается застигнут им врасплох, то он принимает характерную угрожающую позу: раздувает тело, становящееся широким и плоским, шипит, открывает пасть и далеко высовывает язык. Если враг подходит ближе, варан сильно хлещет хвостом, делает смелые броски в сторону агрессора и может укусить. Укусы серого варана очень болезненны и иногда сопровождаются местной воспалительной реакцией. Это может объясняться присутствием неких токсических компонентов в слюне варана.

### Питание

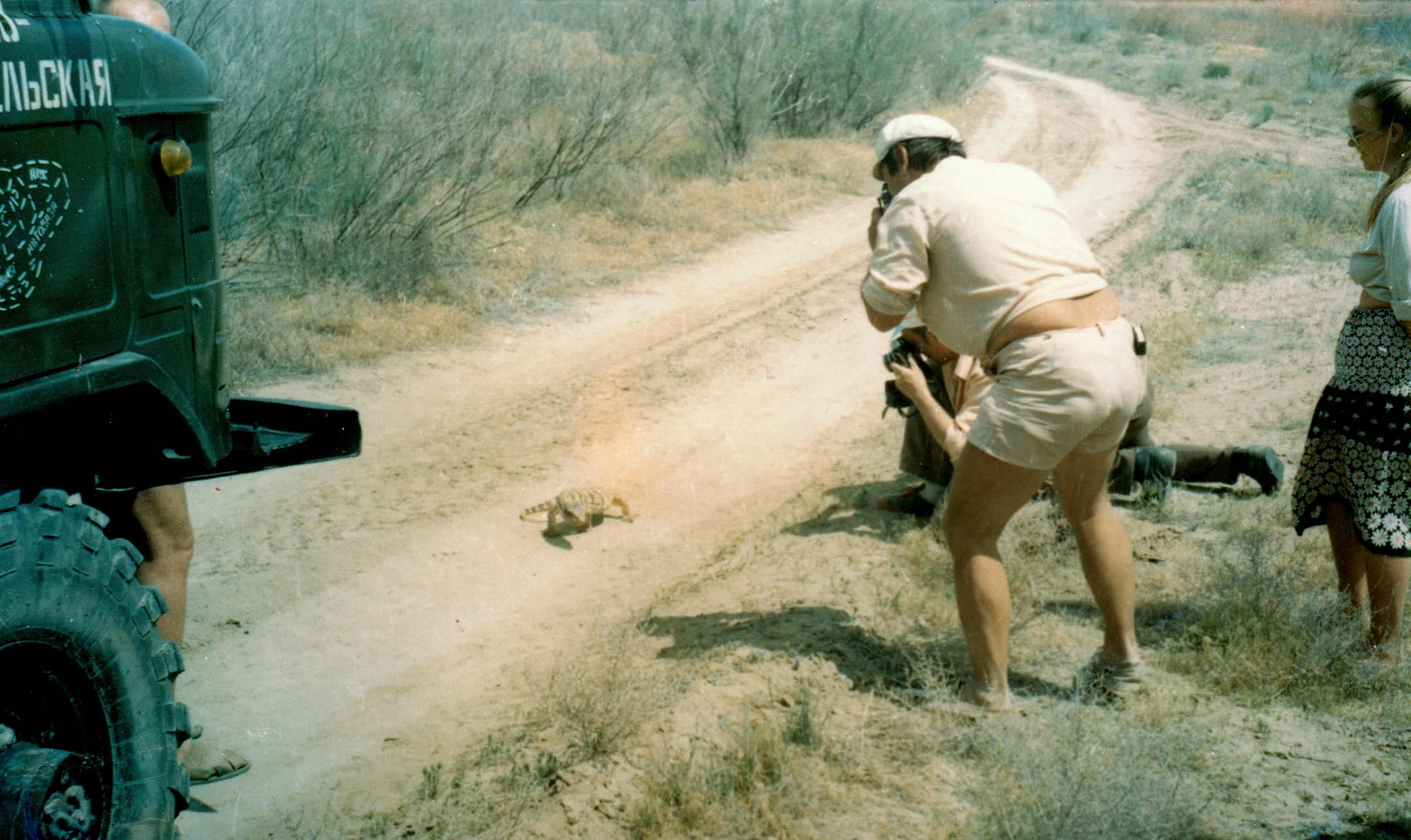
Молодой варан в пустыне Кызылкум

Серый варан питается различными позвоночными и беспозвоночными животными. Взрослые особи охотятся преимущественно на различных грызунов: песчанок, полёвок, мышей, сусликов, тушканчиков. Часто добычей варана становятся рептилии: агамы, сцинки, гекконы, молодые черепахи, змеи (в том числе и ядовитые). Отмечены случаи поедания серыми варанами крупных гюрз, среднеазиатских кобр и полозов длиной более 140 см. При охоте на крупных змей варан сначала утомляет змею ложными атаками и заходами с разных сторон — подобно тому, как это делают мангусты. Потом в точном броске хватает змею за голову или чуть позади, трясёт её, бьёт о землю или камни, либо просто держит и сжимает зубами, пока та не перестанет сопротивляться. Укусы ядовитых змей в то же время не оказывают на варана видимого действия, а от накручивания колец тела змей-душителей он легко уклоняется. Также серые вараны иногда поедают молодых зайцев, недостаточно быстрых, чтобы уйти от хищника, молодых ежей и других небольших зверьков, жаб, различных птиц, яйца птиц или черепах. Вараны, живущие рядом с постоянными водоёмами, при случае поедают лягушек и пресноводных крабов. Молодые вараны и особи средней величины часто охотятся на насекомых (преимущественно на крупных жуков и саранчовых), скорпионов, сольпуг. Не брезгуют падалью.
Охотясь, варан придерживается примерно одного и того же маршрута, систематически обследуя колонии песчанок, норы, гнёзда птиц. Большинство видов добычи убивается энергичным встряхиванием и сжатием челюстей, снабжённых острыми зубами. Несмотря на то, что зубы серого варана не несут на себе режущих кромок, в отличие от пильчатых зубов некоторых других видов варанов, они способны убивать и поедать относительно крупных животных, нередко с огромными усилиями проглатывая их целиком.

### Размножение
Серые вараны достигают половой зрелости примерно на третьем году жизни. В брачный период, который длиться очень недолго, между самцами могут происходить ритуальные бои. Многие среднеазиатские серые вараны имеют заметные шрамы на спине, которые ранее интерпретировались как результаты неудачных нападений больших хищных птиц, но сейчас принято считать, что эти ранения обычно бывают получены варанами именно во время этих самых ритуальных боёв, когда двое самцов встают на задние лапы, наваливаются друг на друга и царапают когтями.
В Средней Азии спаривание варанов происходит в апреле и мае. При спаривании самец трётся мордой и нижней стороной тела о самку. Самка в июне—начале июля начинает строить гнездо, на строительство которого уходит до недели, и в итоге откладывает 6-23 яйца (максимум — до 34) размером 18—22x40—55 мм и массой не более 32-35 г. Яйца охраняются самками в течение нескольких недель и было зафиксировано, как самки иногда возвращались к своим гнёздам даже в более поздние сроки. Молодые вараны появляются в конце августа—сентябре и зачастую сразу уходят в зимнюю спячку неподалёку от гнезда.

## Охранный статус

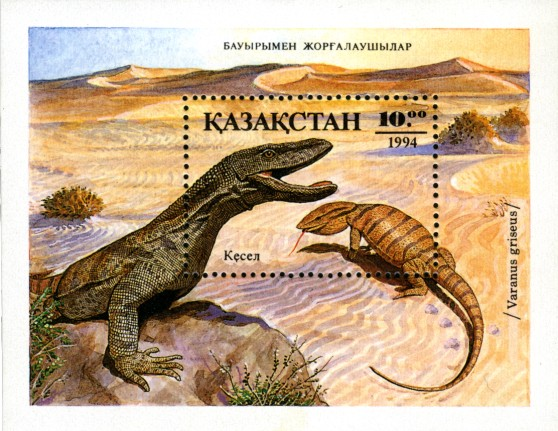
Серый варан на марке Казахстана

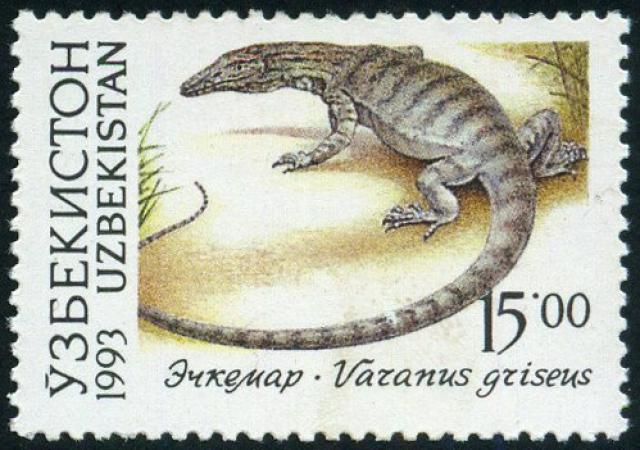
Почтовая марка Узбекистана 1993 года.

В 30—40-х гг. XX века кожа серого варана использовалась в галантерейной промышленности. В Средней Азии и Казахстане в отдельные годы заготавливалось до 20000 шкур серого варана. Это привело к сильному сокращению его численности, а в некоторых местах — полному исчезновению. К другим факторам, способствующим исчезновению серого варана, относятся разрушение местообитаний в результате хозяйственного освоения земель и истребление этих ящериц местным населением.
Всюду немногочисленен. Крайне редок в Ферганской долине и Голодной степи.
Серый варан занесён в Красную книгу МСОП. Также был внесён в Красные книги:
- Кыргызстана (1985) — статус VU;
- Казахстана (1996) — категория 2 — сокращающийся в численности вид [5];
- Таджикистана (2015) — статус EN;
- Туркменистана (1999) — категория 2 — сокращающийся в численности вид;
- Узбекистана (2003) — статус 2, VU:D.